# Boredoms
Boredoms — японский хардкор-джаз-проект, образованный в 1983 году в Осаке Ямантакой Ай (сотрудничавшим с Джоном Зорном в проекте Naked City) и гитаристом Табатой Мицуру. Дебютировал дуэт семидюймовкой «Anal By Anal» 1985 года. Вскоре был записан альбом «Onanie Bomb Meets The Sex Pistols», состоявший из крайне нестандартных нойз-композиций с обсценными названиями.
После этого Табата покинул проект, перейдя в Zeni Geva, а в группе появилось много новых музыкантов — Тоёхито Ёсикава (Human Rich Vox Y) — вокал, Хира Хияси (Hyla Y) — бас, вокал, Ямамото (YY) — гитара, вокал; Атари (God Mama) — синтезатор, барабаны, Yoshimi P-We — барабаны, вокал и King Kazoo Eye — спецэффекты. Коллектив продолжил нойзовые эксперименты, регулярно и демонстративно обращаясь к панк-тематике (треки «Noise Ramones», «Anarchy In The UKK»).
На Западе группа получила известность в начале 90-х, после того как выступила на разогреве у Sonic Youth в 1992, а также у Nirvana на восьми её концертах в конце октября — начале ноября 1993. В 1992 году был подписан контракт с «серьёзным» лейблом Reprise Records. В 1994 группа отправилась в самостоятельный тур по Америке.
Один из основателей группы, вокалист Ямантака Ай, продолжая быть членом «Boredoms», в 80-х основал сторонний панк-нойз-коллектив «Hanatarash», каждое выступление которого сопровождалось разгромами и «причинением ущерба организаторам концертов» на тысячи долларов. Ямацука Ай однажды сломал стену клуба бульдозером, расчленял на сцене дохлую кошку, бросал в публику зажженный динамит.

## История группы

### Формирование и ранние годы
Группа была образована в 1986 году Ямантаки Аем, который в то время был вокалистом весьма полемической нойз/перформанс группы Hanatarash, имевшей дурную славу и в местном масштабе известной своими крайне опасными концертами, целиком состоявшими из уничтожения музыкальных инструментов, а также полнейшим неуважением к аудитории. Безумные выходки группы позже сильно повлияли на ранних Boredoms, первоначальным названием которых было Acid Makki & Combi and Zombie. Кроме Айя в состав группы входили ударник Икуо Такетани, гитарист Табата Мицури (больше известен как Табата Мара), бас-гитарист Хосуи Хисато и вокалист Макки Сасарато. Звучание новой группы был неистовым, нойзовым панк-рок/ноу-вейвом. Первую свою песню — «U.S.A.», группа записала для сборника Kill S.P.K., вышедшем на японском лейбле Beast 666. Вскоре после выпуска первой песни, Такетани был заменен другом Айя, Ёсикавой Тоэхито. Официально группа изменила своё название на Boredoms после того, как Хира заменил  Хосуи, а Сасарато ушёл из группы из-за творческих разногласий. Новое название группа взяла от песни Buzzcocks «Boredom».
В середине 1986 года, когда группа, наконец, стабилизировалась, Ай и Табата записали свой первый официальный мини-альбом, «Anal by Anal». В раннем 1987 году, Табата ушел из группы и присоединился к другой японской нойз-рок-группе Zeni Geva, и был заменен Сечи Ямамотой. В марте 1988 года, группа выпустила свой дебютный альбом, «Osorezan no Stooges Kyo». Будучи неудовлетворёнными музыкальными способностями Тоехито, Ёсими Пи-Ви, которая являлась участником проекта Айя UFO or Die, было предложено занять место ударника, тогда как Тоехито перешёл играть на перкуссионные инструменты.

## Дискография
Студийные альбомы
- 1988 — Osorezan no Stooges Kyo
- 1989 — Soul Discharge
- 1992 — Pop Tatari
- 1994 — Chocolate Synthesizer
- 1998 — Super æ
- 1999 — Vision Creation Newsun
- 2004 — Seadrum/House of Sun

Концертные альбомы
- 1993 — Wow 2
- 2008 — 77 Boadrum

Сборники
- 1989 — Soul Discharge/Early Boredoms
- 1994 — Onanie Bomb Meets the Sex Pistols